# Марьинско
Марьинско — деревня в Плюсском районе Псковской области. Входит в состав муниципального образования сельское поселение Лядская волость.
Расположена на Марьинском озере в 7 км к северо-западу от деревни Заянье и в 77 км (по дорогам) к северо-западу от райцентра посёлка Плюсса.

## Население
Численность населения деревни по оценке на 2000 год составляла 28 человек

## История
Первое упоминание о селение встречается в писцовой книге 1571 года письма Яныша Иванова сына Муравьева и подьячего Кирилко Кстечкова. Тогда на территории, ныне занимаемом Марьинском, стояло две деревни — Большое и Меншое Чертово.

«Дер. Чертово Болшое, пол-2 обжи, обжа пуста, а на полуобже: дв. Ондрейко Похомов, дв. Стеш Жюков, пашни в поле 3 четверти, а в дву по тому-ж, сена 5 копен, а на пустой пашне засев и закос тот жа, лесу непашенного в длину пол-версты, а поперек четверть версты.

Дер. Чертово Меншое, обжа: дв. Влас Федоров, дв. Федко Юрьев, дв. Ондронко Яковлев, пашни в поле пол-6 четверти, а в дву по тому-ж, сена 3 копны, лесу пашенного и непашенного в длину верста, поперек четверть версты.»— [РГАДА, Ф.137, Оп.1, Новгород, №8, лл. 204, 204об.]; опубликовано: «Новгородские писцовые книги, изданные императорской Археографической комиссией», т.5, СПб, 1905г, ред.С.К.Богоявленский. Текст приведён по редакции данного издания.
Существует мнение, что назывались они так потому, что находилось у черты — межи, границы между Лятцким и Бельским погостами.
Долгое время находились эти две деревни в поместье, куда входила и деревня Заянье; впоследствии — Заянская вотчина. Лишь раз — в 1594-м году поместье было разделено, и деревни Снежное, Заянье и Июдино перешли Григорью Васильеву сыну Тулубьеву, а Чертово Меншое и Болшое остались за Федором Ресницыным, но к 1601/2 году эти две части землевладения вновь слились в одно. После смуты деревня Чертово Большое опустела, а Чертово Меншое осталась жилой, через некоторое время её стали звать просто — Чертово. Когда заселилась вторая деревня, она также стала зваться — Чертово. С такими одинаковыми именами они были записаны в материалах переписи 1710 года. В дальнейшем бо́льшую деревню стали звать Чертово Жилое, а меньшую — Чертово Пустое. Заянская вотчина прекратила своё существование после смерти последнего её владельца Емельяна Андреевича Чеблокова. Из-за оставленных долгов, его наследникам пришлось распродать на торгах основную часть этого землевладения отца. Так, 18 (30) октября 1820 года Чертово Жилое было продано Василию Фёдоровичу Дружинину; деревня Чертово Пустое досталась генерал-майору Никите Васильевичу Арсеньеву (Арсентьеву), он был женат на одной из дочерей Емельяна Чеблокова — Евдокии и смог выкупить несколько деревень вотчины своего покойного тестя.

В дальнейшем близ деревни Жилое Чертово Василием Дружиниными была отстроена усадьба, со временем названная Мариинское в честь жены и последующей владелицы поместья Марии Павловны Дружининой, через несколько лет это название укрепилось и за деревней. Часто в Мариинском лето проводил их сын русский писатель, литературный критик, переводчик Александр Васильевич Дружинин. Сюда к нему в гости приезжали И. С. Тургенев, Н. А. Некрасов, Д. В. Григорович.

Деревня Чертово Пустое перешла по наследству дочери Никиты Арсеньева — Евфимии Никитичне Вревской; к северу от селения была построена также помещичья усадьба, позже получившая название в честь мужа Евфимии Никитичны — Степана Александровича Вревского — Стефаново. Деревня же Чертово Пустое получила название Евдоксино — в честь матери Евфимии Никитичны — Евдокии Емельяновны. Таким образом, уже в советское время, перед Великой Отечественной войной здесь находились следующие селения: деревня Марьинско, деревня Евдоксино и пустошь, представляющая собой многочисленные эстонские хутора на бывшей земле помещиков Вревских, Стефаново. В дальнейшем эстонские хутора были ликвидированы, а деревня Евдоксино вошла в состав деревни Марьинско.

В советское время деревня Марьинско являлась конечной остановкой автобусного маршрута Плюсса-Ляды-Заянье-Марьинско, автобус ходил два раза в сутки (в настоящее время автобусного сообщения с деревней нет).

До 1 января 2006 года деревня входила в состав ныне упразднённой Заянской волости с центром в д.Заянье.